# Buskgökar
Buskgökar (Cacomantis) är ett fågelsläkte i familjen gökar inom ordningen gökfåglar. Det har varit omtvistat både vilka arter som bör inkluderas i släktet och artgränserna dem emellan. AviList urskiljer följande elva arter medutbredning från Indien till Australien:
- Papuabuskgök (C. castaneiventris)
- Solfjädersbuskgök (C. flabelliformis)
- Bandad buskgök (C. sonneratii)
- Sorgbuskgök (C. merulinus)
- Indisk buskgök (C. passerinus)
- Sundabuskgök (C. sepulcralis)
- Sulawesibuskgök (C. virescens)
- Sahulbuskgök (C. variolosus)
- Salomonbuskgök (C. addendus)
- Manusbuskgök (C. blandus)
- Moluckbuskgök (C. aeruginosus)